# تاربرت
تاربرت (به انگلیسی: Tarbert) یک منطقهٔ مسکونی در ایرلند است که در Kerry North–West Limerick واقع شده‌است. تاربرت ۵۵۱ نفر جمعیت دارد و ۲ متر بالاتر از سطح دریا واقع شده‌است.